# Önge
Önge (även onge, engelska: ongee, öñge eller ung) är ett andamanesiskt språk som talas i Andamanerna i Indien. Språket talas av öngefolket. Dess närmaste, och enda kända, släktspråk är jarawa. Enligt några forskare, bland andra Juliette Blevins, är önges och jarawas stamspråk besläktat med proto-austronesiska språk.
Antal talare är 94. Önge kan skrivas med latinska alfabetet eller devanagari. Önge räknas som hotat fast språket används relativt mycket i öngefolkets vardag. Den naturliga tillväxten av önges talare är långsam; många kvinnor har inga barn vid 28 års ålder. Många kan inte ha barn överhuvudtaget och barnadödlighet är hög.

## Utbredning och status
Då britterna grundade en straffkoloni på Andamanerna i början av 1800-talet, började mer och mer barn från öngefolket tala engelska och hindi istället för önge. Tills 1850-talet talades önge på hela Little Andaman men i dagens läge finns det bara enstaka bebyggelser. I dag talar många av öngefolket också hindi och det finns kodväxling mellan önge och hindi.
Under 2000-talet talas andamanesiska språk i kustregionerna. På Little Andaman finns det två separata områden där öngefolket fortfarande bor. Det första reservatet för att skydda öngefolkets språk och kultur grundades redan 1957. Efter tsunamin 2004 flyttades de överlevande öngetalare till reservatet Dugong Creek i nordvästra delen av Little Andaman. Enligt Indiens folkräkning år 2011 fanns det 109 invånare i reservatet som är den enda plats där öngefolket bor.

## Fonologi
De fonologiska likheterna mellan önge och jarawa är stora. Båda språken har fem icke-centrala vokaler och en central vokal..

### Vokaler
|            | Främre | Central | Bakre |
| ---------- | ------ | ------- | ----- |
| Sluten     | i      | ɨ ~ ə   | u     |
| Halvsluten | e      | ɨ ~ ə   | o     |
| Öppen      | a      |         |       |

Vokaler [ə] och [ɨ] anses vara varandras allofoner.
Källa:

### Konsonanter
|             | Labial | Koronal | Palatal | Velar       |
| ----------- | ------ | ------- | ------- | ----------- |
| Klusil      | b      | t \| d  | c \| ɟ  | k ~ kw \| g |
| Nasal       | m      | n       | ɲ       | ŋ           |
| Approximant | w      | l       | j       |             |
| Tremulant   |        | r       |         |             |

Källa:

## Grammatik
Önges grammatik domineras av suffix som placeras både i början och slutet av basordet. Till exempel aka- betyder "språk" och används i namn för språk..
Räkneord på önge: 1 (īkoy), 2 (ökwinkāga), 3 (ökwitīn), 4 (ökwičār), 5 (ökwipāñč), 6 (ökwičē), 7 (ökwičāt), 8 (ökwiāt̥), 9 (ökwinō), 10 (dač).
I personliga pronomen görs det en skillnad mellan inklusiv och exklusiv vid första person pluralis:
|           | Singularis | Pluralis          |
| --------- | ---------- | ----------------- |
| I pers.   | mɨ         | etɨ               |
| I pers.   | mɨ         | eta-kotot (inkl.) |
| II pers.  | ɲi         | ni                |
| III pers. | gi         | ekʷi              |